# Eremochrysa
Eremochrysa är ett släkte av insekter. Eremochrysa ingår i familjen guldögonsländor.
Kladogram enligt Catalogue of Life:
| Eremochrysa | \| \| Eremochrysa altilis \| \| \| \| \| \| Eremochrysa brevisetosa \| \| \| \| \| \| Eremochrysa californica \| \| \| \| \| \| Eremochrysa canadensis \| \| \| \| \| \| Eremochrysa digueti \| \| \| \| \| \| Eremochrysa fraterna \| \| \| \| \| \| Eremochrysa hageni \| \| \| \| \| \| Eremochrysa israeli \| \| \| \| \| \| Eremochrysa minora \| \| \| \| \| \| Eremochrysa pallida \| \| \| \| \| \| Eremochrysa pima \| \| \| \| \| \| Eremochrysa pumilis \| \| \| \| \| \| Eremochrysa punctinervis \| \| \| \| \| \| Eremochrysa rufifrons \| \| \| \| \| \| Eremochrysa sabulosa \| \| \| \| \| \| Eremochrysa spilota \| \| \| \| \| \| Eremochrysa tibialis \| \| \| \| \| \| Eremochrysa yosemite \| \| \| \| |
|             | \| \| Eremochrysa altilis \| \| \| \| \| \| Eremochrysa brevisetosa \| \| \| \| \| \| Eremochrysa californica \| \| \| \| \| \| Eremochrysa canadensis \| \| \| \| \| \| Eremochrysa digueti \| \| \| \| \| \| Eremochrysa fraterna \| \| \| \| \| \| Eremochrysa hageni \| \| \| \| \| \| Eremochrysa israeli \| \| \| \| \| \| Eremochrysa minora \| \| \| \| \| \| Eremochrysa pallida \| \| \| \| \| \| Eremochrysa pima \| \| \| \| \| \| Eremochrysa pumilis \| \| \| \| \| \| Eremochrysa punctinervis \| \| \| \| \| \| Eremochrysa rufifrons \| \| \| \| \| \| Eremochrysa sabulosa \| \| \| \| \| \| Eremochrysa spilota \| \| \| \| \| \| Eremochrysa tibialis \| \| \| \| \| \| Eremochrysa yosemite \| \| \| \| |
|             | Eremochrysa altilis |
|             | |
|             | Eremochrysa brevisetosa |
|             | |
|             | Eremochrysa californica |
|             | |
|             | Eremochrysa canadensis |
|             | |
|             | Eremochrysa digueti |
|             | |
|             | Eremochrysa fraterna |
|             | |
|             | Eremochrysa hageni |
|             | |
|             | Eremochrysa israeli |
|             | |
|             | Eremochrysa minora |
|             | |
|             | Eremochrysa pallida |
|             | |
|             | Eremochrysa pima |
|             | |
|             | Eremochrysa pumilis |
|             | |
|             | Eremochrysa punctinervis |
|             | |
|             | Eremochrysa rufifrons |
|             | |
|             | Eremochrysa sabulosa |
|             | |
|             | Eremochrysa spilota |
|             | |
|             | Eremochrysa tibialis |
|             | |
|             | Eremochrysa yosemite |
|             | |